# 寿都郡
- 令制国一覧 > 北海道 (令制) > 後志国 > 寿都郡
- 日本 > 北海道 > 後志総合振興局 > 寿都郡

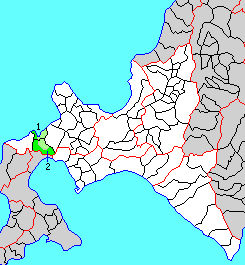
北海道寿都郡の位置（1.寿都町 2.黒松内町 緑：後に他郡から編入された区域）

寿都郡（すっつぐん）は、北海道（後志国）後志総合振興局の郡。
人口4,946人、面積440.9km²、人口密度11.2人/km²。（2025年6月30日、住民基本台帳人口）
以下の2町を含む。
- 寿都町（すっつちょう）
- 黒松内町（くろまつないちょう）

## 郡域
1879年（明治12年）に行政区画として発足した当時の郡域は、以下の区域にあたる。
- 寿都町の一部（樽岸町以西）[1]
- 黒松内町の一部（旭野、黒松内、中里、豊幌、大成、東川以南）[1]

## 歴史

### 郡発足までの沿革
江戸時代、寿都郡域は和人地となる。松前藩によってスツツ場所が開かれ、寛永4年4月には寿都神社が創建されている。
陸上交通は、沿岸部に渡島国から天塩国増毛郡へ至る道（国道229号の前身）が通じ、また胆振国山越郡からの道はもともと寛政・文化年間よりもあとに黒松内在住の利右衛門が木賃宿と渡船を営んでいたが、安政年間に黒松内越（道道寿都黒松内線の前身）が開削され、これは黒松内を通り追分で分岐しそれぞれ寿都と歌棄郡に通じていた。黒松内越は歌棄場所請負人桝屋栄五郎の父・定右衛門が黒松内以北を、黒松内以南は箱館弁天町の福治郞、千代田の才太郎の2人が工事を請け負っている。海上交通は北前船の航路も開かれていた。
江戸時代後期の文化4年には、寿都郡域は天領とされた。文政4年には松前藩の元に戻されたものの、安政2年再び天領となり、津軽藩が寿都に出張陣屋を築き警固にあたった。安政6年の6藩分領時から戊辰戦争までは津軽藩領となっていた。戊辰戦争（箱館戦争）終結直後の1869年、大宝律令の国郡里制を踏襲して寿都郡が置かれた。郡の成立時、東に隣接する歌棄郡とは朱太川で境界を成し、緑橋より上流の黒松内地区は当初胆振国虻田郡に属していた。

### 郡発足以降の沿革

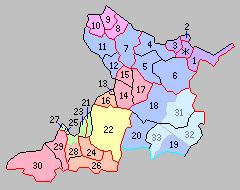
北海道一・二級町村制施行時の寿都郡の町村（25.寿都町 26.黒松内村 27.政泊村 28.樽岸村 緑：寿都町 下橙：黒松内町）

- 明治2年8月15日（1869年9月20日） - 北海道で国郡里制が施行され、後志国および寿都郡が設置される。開拓使が管轄。
- 明治5年 - 胆振国虻田郡黒松内村の所属郡が本郡に変更[2]。
  - 4月9日（1872年5月15日） - 全国一律に戸長・副戸長を設置（大区小区制）。
  - 10月10日（1872年11月10日） - 4月に設置された区を大区と改称し、その下に旧来の町村をいくつかまとめて小区を設置（大区小区制）。
- 明治9年（1876年）9月 - 従来開拓使において随意定めた大小区画を廃し、新たに全道を30の大区に分ち、大区の下に166の小区を設けた。

- 第7大区
  - 4小区 ： 湯別村、樽岸村、六条村、岩崎村
  - 5小区 ： 中歌村、矢追村、政泊村
  - 6小区 ： 黒松内村

- 明治12年（1879年）7月23日 - 郡区町村編制法の北海道での施行により、行政区画としての寿都郡が発足。
- 明治13年（1880年）1月 - 寿都郡外三郡役所（寿都磯谷歌棄島牧郡役所）の管轄となる。
- 明治14年（1881年）- 矢追村と六条村が町制施行し、中歌村が大磯町、渡島町、新栄町に、岩崎村が岩崎町、開進町にそれぞれ分かれる。
- 明治15年（1882年）2月8日 - 廃使置県により函館県の管轄となる。
- 明治19年（1886年）
  - 1月26日 - 廃県置庁により北海道庁函館支庁の管轄となる。
  - 12月 - 函館支庁が廃止。
- 明治30年（1897年）11月5日 - 郡役所が廃止され、寿都支庁の管轄となる。
- 明治33年（1900年）7月1日 - 北海道一級町村制の施行により、六条町、岩崎町、開進町、渡島町、新栄町、大磯町、矢追町の区域をもって寿都町（一級町）が発足。（1町）
- 明治42年（1909年）4月1日 - 北海道二級町村制の施行により、黒松内村（二級村、単独村制）が発足。（1町1村）
- 明治43年（1910年）3月1日 - 寿都支庁が廃止され、後志支庁の管轄となる。
- 大正12年（1923年）4月1日 - 北海道二級町村制の施行により、下記の町村が発足。（1町3村）
  - 政泊村（二級村、単独村制、現・寿都町）
  - 樽岸村（二級村） ← 樽岸村（現・寿都町、黒松内町）、湯別村（現・寿都町）
- 昭和8年（1933年）10月1日 - 寿都町・政泊村が合併し、改めて寿都町（一級町）が発足。（1町2村）
- 昭和18年（1943年）6月1日 - 北海道一・二級町村制が廃止され、北海道で町村制を施行。二級町村は指定町村となる。
- 昭和21年（1946年）10月5日 - 指定町村を廃止。
- 昭和22年（1947年）5月3日 - 地方自治法の施行により北海道後志支庁の管轄となる。
- 昭和30年（1955年）
  - 1月15日（1町1村）
    - 黒松内村および樽岸村の一部（字中ノ川・添別・目名・月越および五十嵐・丸山の一部）が歌棄郡熱郛村と合併して三和村が発足。
    - 寿都町および樽岸村の残部（字建岩・樽岸・小川・浜中・上湯別・下湯別および五十嵐・丸山の一部）が歌棄郡歌棄村・磯谷郡磯谷村と合併し、改めて寿都町が発足。

  - 4月1日 - 寿都町の一部（磯谷町北尻別）が磯谷郡蘭越町に編入。
- 昭和34年（1959年）
  - 1月1日 - 三和村が町制施行して三和町となる。（2町）
  - 5月1日 - 三和町が改称して黒松内町となる。
- 平成22年（2010年）4月1日 - 後志支庁が廃止され、後志総合振興局の管轄となる。